# Kanna Kirishima
Kanna Kirishima (桐島 カンナ?, Kirishima Kanna) è un personaggio della serie di anime e videogiochi Sakura Wars, ideata da Ōji Hiroi. Il character design del personaggio è di Kōsuke Fujishima. Kanna è doppiata in originale da Mayumi Tanaka.
Kanna è uno dei membri della Flower Division, un immaginario corpo speciale dell'esercito giapponese di inizio secolo, specializzato nel combattere le forze del male ed i demoni, attraverso l'utilizzo della propria energia psichica.

## Biografia del personaggio
Kanna è la figlia di Aikana e Takuma Kirishima, e proviene dall'isola di Okinawa. Kanna è la 28ª maestra della scuola di karate Kirishima, ed è l'elemento fisicamente più forte della Flower Division. Kanna è stata una dei primi membri della Flower Division ad essere assunta da Fujieta Maggiore, ed ha stretto una profonda amicizia con Maria, che fu arruolata nello stesso periodo. Anche se, dopo la misteriosa morte di suo padre per mano di un rivale, Kanna ha abbandonato la Flower Division per un breve periodo per potersi vendicare dell'assassino. Al suo ritorno, Kanna ha fornito un enorme impulso alla lotta contro le forze del male.
Di natura mascolina e irruente, Kanna è costantemente in contrasto con Sumire, che si diverte a definire "Donna Cactus". La rivalità fra Kanna e Sumire è uno dei temi ricorrenti nel corso della serie, ma nonostante le apparenze, le due in più di una occasione si sono dimostrate molto amiche.
Kanna porta la sua esperienza di arti marziali sul campo di battaglia, e non a caso il suo Koubu è attrezzato per affrontare il combattimento corpo a corpo. La sua specialità d'attacco è il Super Rinpai, in grado di devastare una moltitudine di nemici contemporaneamente.
Un'altra caratteristica che contraddistingue Kanna è il suo insaziabile appetito. Non è raro per lei consumare nove o più pasti al giorno, per mantenersi in forze. Sul palco, Kanna, come Maria, tende a interpretare per lo più ruoli maschili. Interpretando spesso ruoli che la mettono contro Sumire, le due spesso finiscono per inscenare estemporanee e divertenti liti sul palco, punto di forza comica all'interno di Sakura Wars.